# Oberwallmenach
Oberwallmenach ist eine Ortsgemeinde im Rhein-Lahn-Kreis in Rheinland-Pfalz. Sie gehört der Verbandsgemeinde Nastätten an.

## Geographie
Oberwallmenach liegt im Taunus (westlicher Hintertaunus). Zur Gemeinde gehören auch die Wohnplätze Haus Soherr und Hof Sauerbornsweg.

## Geschichte
Oberwallmenach wurde im Jahr 1260 erstmals urkundlich erwähnt. Der Ort gehörte ab dem 13. Jahrhundert zum „Vierherrischen“ Gebiet.
1775 kam das Kirchspiel Oberwallmenach mit Lautert und Rettershain in den Besitz von Hessen-Kassel. Von 1806 bis 1813 stand der Ort als Teil der Niedergrafschaft Katzenelnbogen unter französischer Verwaltung („pays réservé“). Nach dem Wiener Kongress (1815) fiel der Ort 1816 an das Herzogtum Nassau. Seit 1866 war der Ort Teil von Preußen und gehörte der preußischen Provinz Hessen-Nassau an. Nach dem Ersten Weltkrieg war Oberwallmenach bis zum Abzug der Franzosen 1929 besetzt. Er wurde am 27. März 1945 von US-Truppen besetzt. Nach dem Zweiten Weltkrieg kam der Ort ebenfalls in die französische Besatzungszone und gehört seit 1946 zum damals neu entstandenen Land Rheinland-Pfalz. Seit 1969 gehört er zum Rhein-Lahn-Kreis, seit 1972 gehört Oberwallmenach der Verbandsgemeinde Nastätten an.
Bevölkerungsentwicklung
Die Entwicklung der Einwohnerzahl von Oberwallmenach, die Werte von 1871 bis 1987 beruhen auf Volkszählungen:
| Jahr | Einwohner |
| ---- | --------- |
| 1815 | 165       |
| 1835 | 187       |
| 1871 | 198       |
| 1905 | 197       |
| 1939 | 169       |
| 1950 | 180       |
| 1961 | 185       |

| Jahr | Einwohner |
| ---- | --------- |
| 1970 | 194       |
| 1987 | 170       |
| 1997 | 203       |
| 2005 | 218       |
| 2011 | 199       |
| 2017 | 188       |
| 2023 | 203       |

## Politik

### Gemeinderat
Der Gemeinderat in Oberwallmenach besteht aus sechs Ratsmitgliedern, die bei der Kommunalwahl am 9. Juni 2024 in einer Mehrheitswahl gewählt wurden, und dem ehrenamtlichen Ortsbürgermeister als Vorsitzendem.

### Bürgermeister
Andy Leicht wurde am 2. Juli 2024 Ortsbürgermeister von Oberwallmenach. Bei der Direktwahl am 9. Juni 2024 war er als einziger Bewerber mit einem Stimmenanteil von 95,6 % für fünf Jahre gewählt worden.
Leichts Vorgängerin Anja Haibach hatte das Amt am 10. September 2019 von Ernst Lenz übernommen, der nach 20 Jahren im Amt nicht erneut angetreten war. Bei der Wahl 2024 kandidierte sie nicht für eine zweite Amtszeit.

### Wappen
| Wappen von Oberwallmenach | Blasonierung: „In rotem Schild ein goldener Reichsapfel.“ |
| Wappen von Oberwallmenach | Wappenbegründung: Das Wappen erinnert an ein Gerichtssiegel des Vierherrengerichtes Oberwallmenach, zu dem der Ort bis 1775 gehörte. Die Genehmigung zur Führung diese Wappens wurde der Gemeinde am 8. Juli 1983 von der Bezirksregierung Koblenz erteilt. |